# Ха-Галиль (парк)
Парк Агалиль (ивр. פארק הגליל‎) — один из парков Израиля, расположен в Кармиэле.

## Создание парка
Официально парк был открыт 26 мая 2004 года, во время празднования дня независимости.
После официального открытия парка в нём был запрещён выгул собак и проведение пикников (проведение пикников в парке разрешено лишь один раз в году — в День независимости). Ранее на месте парка располагалась каменоломня. Благоустройство территории началось примерно в 1993—1994.
- Амфитеатр в парке. Фото 1995 г.
- Строительство парка Агалиль и микрорайона Рамат-Рабин. Фото 1999 г.
- Водоём в парке. Вскоре после открытия, 
май 2004 г.

## Достопримечательности парка
- Водоём и искусственные водопады (май 2022 нет доступа, идет реконструкция)
- Холм с обзорной площадкой
- Амфитеатр (сейчас проводится реконструкция)
- Авангардная скульптура-композиция «Стул»

## Культурные мероприятия в парке
В парке неоднократно проводились концерты (главным образом, в амфитеатре).